# نبرد کادش
نبرد کادش یکی از بزرگترین نبردهای عصر برنز و احتمالاً بزرگترین نبرد ارابه ای در تاریخ بشر است که در ژوئیه ۱۲۷۴ قبل از میلاد بین مواتالی دوم شاه هیتی و رامسس دوم شاه مصر باستان رخ داد. در این نبرد ۵٫۰۰۰ ارّابه و بیش از ۹٫۰۰۰ سرباز پیاده‌نظام در این جنگ شرکت داشتند.
این نبرد به لحاظ تاکتیکی، منجر به پیروزی رامسس دوم شد. پس از آنکه در آغاز سپاهش به علت یورش ناگهانی ارابه‌های هیتی‌ها آشفته شد، وی توانست شجاعانه سپاه پراکنده اش را که در حال فرار بودند گرد آورد. سپس ارابه‌های دونفره سبک‌تر و چابک‌تر مصری، ارابه‌های سه نفره سنگین تر و کندتر هیتی را تعقیب کردند و بر آن‌ها غلبه نمودند و ارابه‌های هیتی به سوی رودخانه گریختند و طبق گزارش منابع مرتبط با رامسس ارابه رانان ارابه‌ها رها کرده و گریختند. اما طبق منابع هیتی، در خاتمه جنگ رامسس شکست خورد و مجبور به دست شستن از فتح کادش شد. تاریخ نگاران نوین بر این باورند که این نبرد نشانه برتری فناوری مصری‌ها بود و برای آن‌ها روحیه بخش محسوب شد.
این قدیمی‌ترین نبرد تاریخ بشر است که اطلاعات نیروها و آرایش آن‌ها در تاریخ ثبت شده‌است.